# Junges UNO-Netzwerk Deutschland

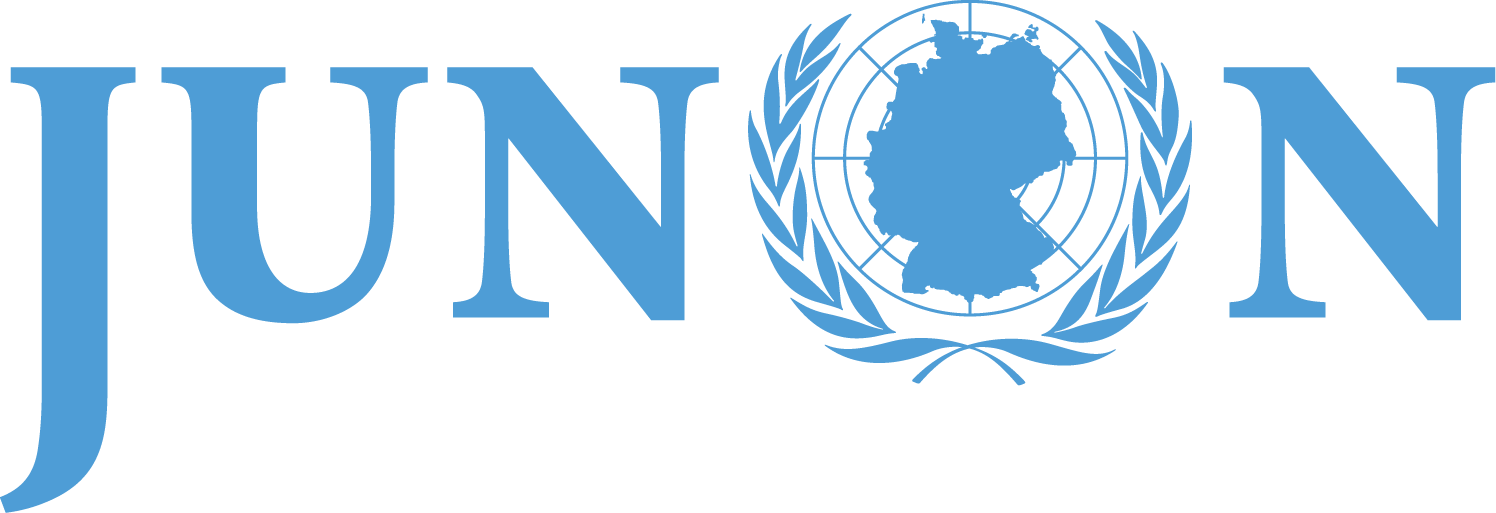
Logo von JUNON

Das Junge UNO-Netzwerk Deutschland e. V. (JUNON) ist der Zusammenschluss von Gruppen und Vereinen junger Menschen, die sich mit den Vereinten Nationen befassen. Das JUNON e. V. ist offizieller Partner der Deutschen Gesellschaft für die Vereinten Nationen.

## Geschichte
Der Verein geht auf die Initiative einer Reihe studentischer Teilnehmer an der Potsdamer UNO-Konferenz 2004 des Forschungskreises Vereinte Nationen zurück. Im Jahr 2004 fand zum ersten Mal im Anschluss an die Konferenz ein informelles Treffen der jüngeren Tagungsteilnehmer statt. Im Dezember 2005 wurde JUNON in Frankfurt am Main mit dem Ziel gegründet, eine Vernetzung und Kooperation junger UNO-Gruppen in Deutschland zu ermöglichen.
Im Januar 2007 wurde der als lockeres Netzwerk konzipierte Zusammenschluss in einen eingetragenen Verein umgewandelt. Ende 2007 wurde die Kooperation mit der Deutschen Gesellschaft für die Vereinten Nationen vertraglich fixiert.
Der Verein hat über 30 Mitgliedsgruppen aus ganz Deutschland.

## Ziele
Das Netzwerk soll vor allem dem Austausch zwischen den einzelnen Mitgliedsgruppen dienen. Gemeinsames Anliegen ist es, Interesse für die Arbeit der UNO unter deutschen Jugendlichen zu wecken und das Engagement für die Ziele der Vereinten Nationen zu stärken.

## Arbeit des Vereins

JUNON-Delegiertenversammlung

Das Netzwerk trifft sich jährlich auf den JUNON-Delegiertenversammlungen, um über gemeinsame Projekte und Ziele abzustimmen und die weitere Entwicklung zu beraten. Damit verbunden findet ein mehrtägiges Netzwerktreffen statt, an dem interessierte junge Menschen aus ganz Deutschland teilnehmen, um über aktuelle weltpolitische Themen im Rahmen der Arbeit der Vereinten Nationen zu diskutieren. In Podiumsdiskussionen und durch Vorträge professioneller Gastredner, sollen die Teilnehmer selbst einen größeren Einblick in die Thematiken erhalten und die Möglichkeiten der eigenen Partizipation aufgezeigt bekommen.
Die Schwerpunkte der Arbeit liegen in den Bereichen der deutschen Jugendpartizipation bei der UNO und in der bundesweiten Vernetzung von Model-United-Nations-Initiativen (MUNs). Der Verein gliedert sich in mehrere Arbeitsgemeinschaften, unter anderem für die Bereiche Öffentlichkeitsarbeit, Veranstaltungsplanung und Verwaltung.
Den Vereinsvorstand bilden die zwei Generalsekretäre und der Schatzmeister.
JUNON engagiert sich international unter anderem im Weltverband der Jugendorganisationen der Gesellschaften für die Vereinten Nationen (WFUNA-Youth).